# Mount Mankinen
Mount Mankinen ist ein 2910 m hoher Berg im ostantarktischen Viktorialand. In der Deep Freeze Range ragt er 3 km nordöstlich des Mount Adamson auf.
Der United States Geological Survey kartierte ihn anhand eigener Vermessungen und Luftaufnahmen der United States Navy aus den Jahren von 1960 bis 1964. Das Advisory Committee on Antarctic Names  benannte ihn 1969 nach dem Geologen Edward Alvin Mankinen (* 1939), der von 1965 bis 1966 auf der McMurdo-Station tätig war.